# Московский международный кинофестиваль 1983
XIII Московский международный кинофестиваль состоялся в 1983 году. Открылся 7 июля 1983 года.
В работе фестиваля приняли участие более 1200 деятелей кино, представлявших кинематографии 102 стран, 6 международных и национальных организаций. Впервые на фестиваль в Москву прибыли делегации Филиппин, Мальдивской Республики, Люксембурга, Монако, Африканского национального Конгресса Южной Африки.
На конкурс полнометражных художественных фильмов были выставлены 43 картины, на конкурс короткометражных — 78, фильмов для детей — 54. В общей сложности в конкурсной, информационной и внеконкурсной программах демонстрировался 521 фильм.
В рамках фестиваля были организованы ретроспективные показы фильмов Рене Клемана, Федерико Феллини, Стэнли Крамера, Раджа Капура.

## Жюри
Председатель жюри
- Станислав Ростоцкий, режиссёр (СССР)

Состав жюри:
- Мая-Гозель Аймедова — актриса (СССР)
- Владимир Баскаков — директор ВНИИК (СССР)
- Бланка Герра — актриса (Мексика)
- Чезаре Дзаваттини — сценарист (Италия)
- Жак Дюко-Рюпп[фр.] — продюсер (Франция)
- Станислав Микульский — актёр (Польша)
- Улисес Петит де Мурат[англ.] — сценарист (Аргентина)
- Ион Попеску-Гопо — режиссёр (Румыния)
- Душан Ролл[чеш.] — искусствовед (ЧССР)
- Алимата Саламбере[англ.] — директор МКФ в Уагадугу (Верхняя Вольта)
- Мринал Сен — режиссёр (Индия)
- Георги Стоянов — режиссёр (Болгария)
- Фам Нгок Чыонг — киновед (СРВ)
- Тео Хинц[нем.] — прокатчик (ФРГ)

## Фильмы-участники
- «Альсино и кондор» / Alsino y el condor (Никарагуа-Куба-Мексика-Коста-Рика, режиссёр Мигель Литтин)
- «Амок» / Amok (Марокко-Гвинея-Сенегал, режиссёр Сухейль бен Барка)
- «Без корней[вд]» / Il matlosa (Швейцария, режиссёр Вили Херманн[вд])
- «Большой вопрос[вд]» / Аль-масала аль-кубра (Ирак-Великобритания, режиссёр Мухаммед Шукри Джамиль[вд])
- «В краю песков и ветров» / Về nơi gió cát (СРВ, режиссёр Хюи Тхань[вд])
- «Васса» (СССР, режиссёр Глеб Панфилов)
- «Велосипедист[вд]» / El escarabajo (Колумбия, режиссёр Лисандро Дуке Наранхо[вд])
- «Возвращение из ада[вд]» / Intoarcerea din iad(СРР, режиссёр Николае Мэрджиняну[вд])
- «Героическая пастораль[вд]» / Pastorale heroica (ПНР, режиссёр Хенрик Бельский[вд])
- «Гравий» / Kieselsteine (Австрия, режиссёр Лукас Штепаник[вд])
- «Демоны в саду[вд]» / Demonios en el jardin (Испания, режиссёр Мануэль Гутьеррес Арагон)
- «Доктор Фаустус[вд]» / Doctor Faustus (ФРГ, режиссёр Франц Зайц[вд])
- «Задыхаясь[вд]» / Ademloos (Нидерланды, режиссёр Мади Сакс[вд])
- «Запах айвы[вд]» / Miris dunja (СФРЮ, режиссёр Мирза Идризович[вд])
- «Заппа[вд]» / Zappa (Дания, режиссёр Билле Аугуст)
- «Зима наших надежд[вд]» / Winter of our dreams (Австралия, режиссёр Джон Дайген)
- «Зима 1960 года[вд]» / Hiver 60 (Бельгия, режиссёр Тьерри Мишель[вд])
- «Изгои» / The outsiders (США, режиссёр Фрэнсис Форд Коппола)
- «Йон[вд]» / Jon (Финляндия, режиссёр Яакко Пюхаля[вд])
- «Мой приятель[вд]» / Mi socio (Боливия, режиссёр Паоло Агацци[вд])
- «…на асфальте коней пасла[вд]» / …pasla kone na betone (ЧССР, режиссёр Штефан Угер)
- «Нелисита» / Nelisita (Ангола, режиссёр Руй Дуарти ди Карвалью[вд])
- «Ночная репетиция[вд]» / Hatasvadaszok (ВНР, режиссёр Миклош Сурди[вд])
- «Отверженные» / Les miserables (Франция, режиссёр Робер Оссейн)
- «Песня возвращения[вд]» / То трагуди тис эпистрофис (Греция, режиссёр Яннис Смарагдис)
- «Пять пальцев одной руки[вд]» / (Монголия, режиссёр Н. Нямгаваа, Б. Балжинням[вд])
- «Равновесие[вд]» / … (НРБ, режиссёр Людмил Кирков)
- «Родина[вд]» / Furusato (Япония, режиссёр Сэйдзиро Кояма[вд])
- «Роза ветров[вд]» / La rosa de los vientos (Куба-Испания-Венесуэла, режиссёр Патрисио Гусман)
- «Сделка[вд]» / El arreglio (Аргентина, режиссёр Фернандо Айяла)
- «Седьмой[вд]» / Эзхаватху манитхан (Индия, режиссёр К. Харихаран[вд])
- «Сержант Жетулиу[вд]» / Sargento getulio (Бразилия, режиссёр Эрманно Пенна)
- «Смерть повстанца[вд]» / «Повстанец с севера» / El guerrillero del norte (Мексика, режиссёр Франсиско Герреро)
- «Стальная жатва» / Moissons o’acier (Алжир, режиссёр Гугти Бендедуш)
- «Счастье по случаю[вд]» / Bonheur d’occasion (Канада, режиссёр Клод Фурнье)
- «Тень земли[вд]» / Дхиль аль-ардх (Тунис-Франция, режиссёр Тайеб Лухиши[вд])
- «Улица заходящего солнца» / … (КНР, режиссёр Ван Хаовэй)
- «Уличный игрок[вд]» / Аль-хариф (Египет, режиссёр Мухаммед Хан[вд])
- «Фрэнсис» / Frances (США-Великобритания, режиссёр Грэм Клиффорд[вд])
- «Художник[вд]» / Malaren (Швеция, режиссёр Еран Ду Реес)
- «Цилле и я[вд]» / Zille und ick (ГДР, режиссёр Вернер Валльрот[вд])
- «Я знаю, что ты знаешь, что я знаю» / Io so che tu sai che io so (Италия, режиссёр Альберто Сорди)

## Награды
Золотые призы
- «Амок» (Марокко-Гвинея-Сенегал, реж. Сухейль бен Барка)
- «Альсино и кондор» (Никарагуа-Куба-Мексика-Коста-Рико, реж. Мигель Литтин)
- «Васса» (СССР, реж. Глеб Панфилов)

Специальные премии «За вклад в развитие киноискусства»
- режиссёр Альберто Сорди («Я знаю, что ты знаешь, что я знаю», Италия)
- режиссёр Робер Оссейн («Отверженные», Франция)

Серебряные призы
- «Равновесие» (Болгария, реж. Людмил Кирков)
- «Доктор Фаустус» (ФРГ, реж. Франц Зайц)
- «…на асфальте коней пасла» e (ЧССР, реж. Штефан Угер)

Премии
- актриса Джуди Дэвис («Зима наших надежд», Австралия)
- актриса Джессика Лэнг («Фрэнсис», США-Великобритания)
- актёр Виргилиуш Грынь («Героическая пастораль», ПНР)
- актёр Ёси Като («Родина», Япония)

Почётный диплом
- «Сделка» (Аргентина, реж. Фернандо Айяла)
- «Пять пальцев одной руки» (Монголия, реж. И. Нямгаваа и Б. Балжинням)
- «Возвращение из ада» (СРР, реж. Николае Мэрджиняну)

Премия ФИПРЕССИ
- «Демоны в саду» (Испания, реж. Мануэль Гутьеррес Арагон), конкурсный фильм
- «Без свидетелей» (СССР, реж. Никита Михалков), внеконкурсный фильм
- «Тень земли» (Тунис-Франция, реж. Тайеб Лухиши) — приз жюри